# Tintin v zemi černého zlata
Tintin v zemi černého zlata (francouzsky: Tintin au pays de l'or noir) je patnáctý díl komiksové série Tintinova dobrodružství, napsané a ilustrované belgickým spisovatelem a ilustrátorem Hergém. Vypráví příběh o možném válečného konfliktu v Evropě, který hrozí kvůli závadným dodávkám ropy. Tintin se proto vydal na Blízký východ, aby zjistil příčinu problémů.
Díl začal být vydáván na pokračování 28. září 1939, a to v černobílé podobě v Le Petit Vingtième, dětské příloze konzervativního deníku Le XXe Siècle. Po německé invazi do Belgie v květnu 1940 však byl deník zrušen, Hergé skončil nezaměstnaný a díl Tintin v zemi černého zlata zůstal nedokončený. Po druhé světové válce začal Hergé na tomto dílu pracovat nanovo, tentokráte v barevném provedení, a to mezi 16. září 1948 a 23. únorem 1950. O rok později jej vydal v knižní podobě. O dvě desítky let později, v roce 1971, byly části příběhu přepsány, a děj byl přenesen z britské mandátní Palestiny do fiktivního státu Khemed.